# Chinese Detectives
Chinese Detectives, también conocida como China, es una canción instrumental del dúo de synthpop inglés Yazoo (Vince Clarke y Alison Moyet). Esta canción -escrita por Vince Clarke- se usaba en vivo para darle un descanso a Alison Moyet.

## Datos adicionales
En 2012, Vince Clarke realizó una nueva versión de Chinese Detectives -con otro ritmo- para musicalizar los cortos animados Twenty Four Hour Woman, de Scott Lenhardt.